# Hammering Man
Der Hammering Man (englisch für „hämmernder Mensch“) ist ein Kunstwerk des US-amerikanischen Künstlers Jonathan Borofsky in verschiedenen Städten der Welt. Es stellt die bewegliche Silhouette eines Arbeiters dar, der einen Hammer gegen ein symbolisches Werkstück bewegt. Die Bewegung des Hammers selbst ist motorgetrieben, so dass keine schnelle Hämmerbewegung entsteht, sondern der Hammer genauso langsam gegen das Werkstück bewegt wird, wie er gehoben wird.
Das Kunstwerk gilt als Symbol für die Arbeit, die Tat und auch als Symbol für die Solidarität mit allen Menschen, die arbeiten. Die Skulptur steht in verschiedenen Versionen in einigen Großstädten der Welt.
Jede der Skulpturen ist unterschiedlich hoch und hat eine andere Nummer auf dem hinteren Bein.

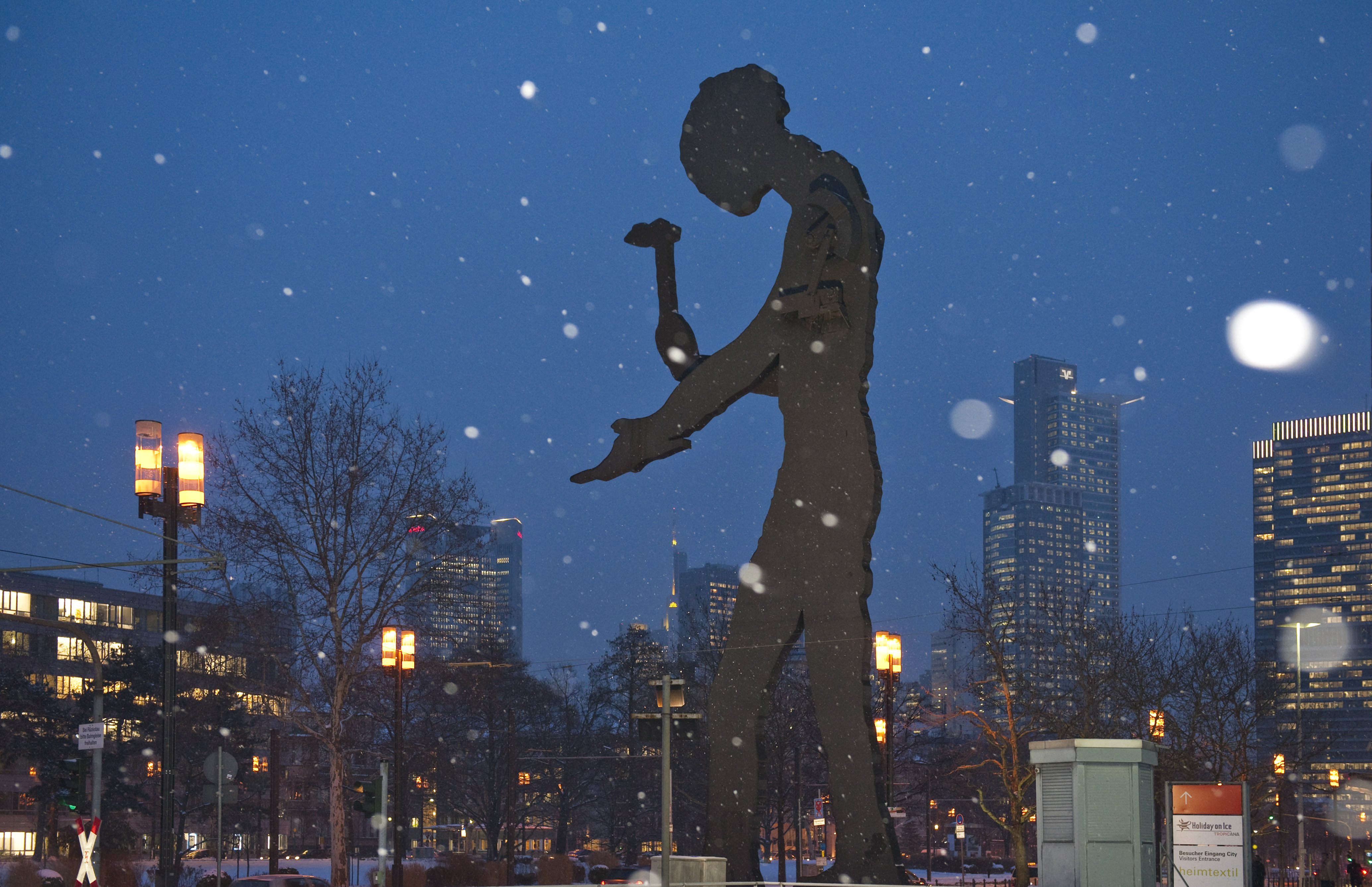
Hammering Man in Frankfurt am Main

## Geschichte
Jonathan Borofsky kreierte seinen ersten Hammering Man im Jahr 1979 als Teil einer Installation in der Paula Cooper Gallery. Diese Skulptur war 3,4 Meter hoch und aus schwarz lackiertem Sperrholz. Wie die weiteren Versionen hatte auch diese schon einen Motor für den beweglichen Arm.
Borofsky beabsichtigte von Anfang an, mehrere Versionen der Skulptur zu erstellen und an verschiedenen Orten in der Welt zu installieren – sowohl in geschlossenen Räumen wie privaten Sammlungen, als auch im öffentlichen Raum.

## Standorte

### Asien
Seoul (Südkorea)
Die Skulptur in Seoul wurde im Jahr 2002 errichtet und ist mit 22 Metern die größte und mit einem Gewicht von 50 Tonnen die schwerste ihrer Art. Die Skulptur ist neben dem Gebäude der Heungkuk Life im Bezirk Gwanghwamun installiert. Ein Schlag dauert 77 Sekunden. Im August 2009 wurde die Skulptur im Auftrag der Stadtverwaltung von Seoul um 4,8 Meter verschoben, damit sie für Fußgänger besser zugänglich ist. 37° 34′ 11,6″ N, 126° 58′ 21″ O

### Europa
Basel (Schweiz)

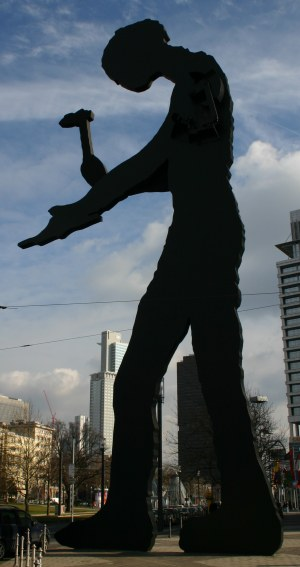
Frankfurt am Main

Der Hammering Man von Basel steht seit August 1989 auf dem Aeschenplatz vor dem gläsernen Hauptsitz der UBS. Die Skulptur ist 13,5 Meter hoch, 15 Zentimeter dick und wiegt knapp 8 Tonnen. Die Nummer auf dem Bein ist 3092778. 47° 33′ 5″ N, 7° 35′ 46,7″ O
Frankfurt am Main (Deutschland)
In Frankfurt am Main steht die circa 21 Meter hohe und 32 Tonnen schwere bewegliche Skulptur seit 1991 vor dem Messeturm. Die Nummer auf dem Bein ist 3307624. 50° 6′ 45″ N, 8° 39′ 10,1″ O
Lillestrøm (Norwegen)
Der Hammering Man in Lillestrøm wurde im Jahre 2010 installiert. Die Skulptur ist 12 Meter hoch und hat ein Gewicht von 20 Tonnen. 59° 57′ 14,8″ N, 11° 2′ 9,2″ O 

### Nordamerika
Dallas (TX, USA)

San Diego

In Dallas steht eine nur ca. 6 Meter hohe Version der Skulptur. Diese wurde von 1985 fertiggestellt. Sie steht im Garten des Nasher Sculpture Center. Die Nummer auf dem Bein ist 2947538. 32° 47′ 20″ N, 96° 48′ 2,5″ W
Gainesville (FL, USA)
Der „Hammring Man at 2,938,405“ wurde durch die Martin Z. Marguilies Stiftung gespendet und steht auf der Campus der Universität von Gainesville in Florida. Die Skulptur ist 7,3 Meter hoch und wiegt rund 3,5 Tonnen. Die Nummer auf dem Bein ist 2938405. 29° 38′ 11,4″ N, 82° 22′ 10,9″ W
La Jolla (CA, USA)
Der „Hammering Man at 3,110,527“ wurde im Jahr 1988 realisiert. Die Skulptur ist im Museum of Contemporary Art, La Jolla bei San Diego ausgestellt. Die Nummer auf dem Bein ist 3110527. 32° 50′ 41,3″ N, 117° 16′ 39,7″ W
Los Angeles (CA, USA)
Die Skulptur von Los Angeles wurde ebenfalls 1988 installiert. Sie steht hinter dem California Market Center. 34° 2′ 27,2″ N, 118° 15′ 18″ W
Minneapolis (MI, USA)
In Minneapolis wurde 1995 eine Skulptur im Crystal Court des IDS Center installiert. 44° 58′ 33,2″ N, 93° 16′ 20,6″ W
Seattle (WA, USA)
Die 1992 errichtete Skulptur steht vor dem Seattle Art Museum in Seattle. Sie ist 14,6 Meter hoch. Die Nummer auf dem Bein ist 3277164. 47° 36′ 25,2″ N, 122° 20′ 17,2″ W

### Weitere Standorte
Weitere Versionen des Hammering Man finden sich in New York City und Washington D.C.

## Nachahmungen

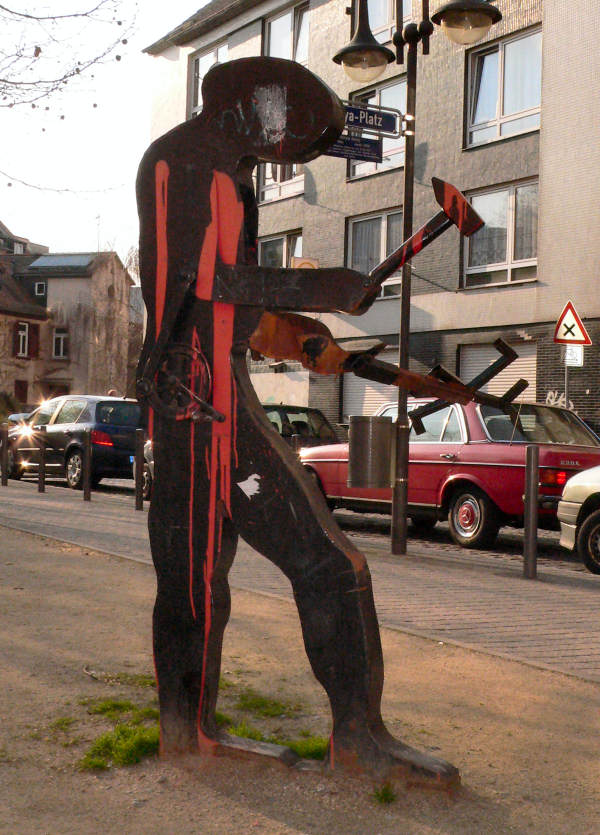
Die Nachahmung des Hammering Man am Hülya-Platz, Frankfurt am Main. Ursprüngliche Version.

Eine mannsgroße Nachbildung dieser Figur wurde anlässlich einer Demonstration gegen Neonazis von einer Bürgerinitiative auf dem Hülya-Platz in Frankfurt-Bockenheim aufgestellt und nach Diskussionen im Ortsbeirat auch dort belassen. Die Figur soll als Mahnmal an den Brandanschlag von Solingen erinnern. Sie zeigt den Hammering Man, wie er mit dem Hammer auf ein Hakenkreuz einschlägt. Durch eine Kurbel konnte man die Bewegungen selbst ausführen. Die Figur war immer wieder Zerstörungsversuchen ausgesetzt. Im April 2007 wurde sie abgebaut und verschrottet. Sie war zuletzt stark zerstört und verrostet, daher galt sie als Gefahr für die öffentliche Sicherheit. Inzwischen wurde die Figur durch einen Nachfolger ersetzt.
Eine weitere Nachahmung steht in Eimeldingen im Vorgarten einer Schlosserei, die die Skulptur offensichtlich zu Werbezwecken direkt an die Bundesstraße 3 gestellt hat.